# Segelfluggelände Bollrich

i7
i11
i13

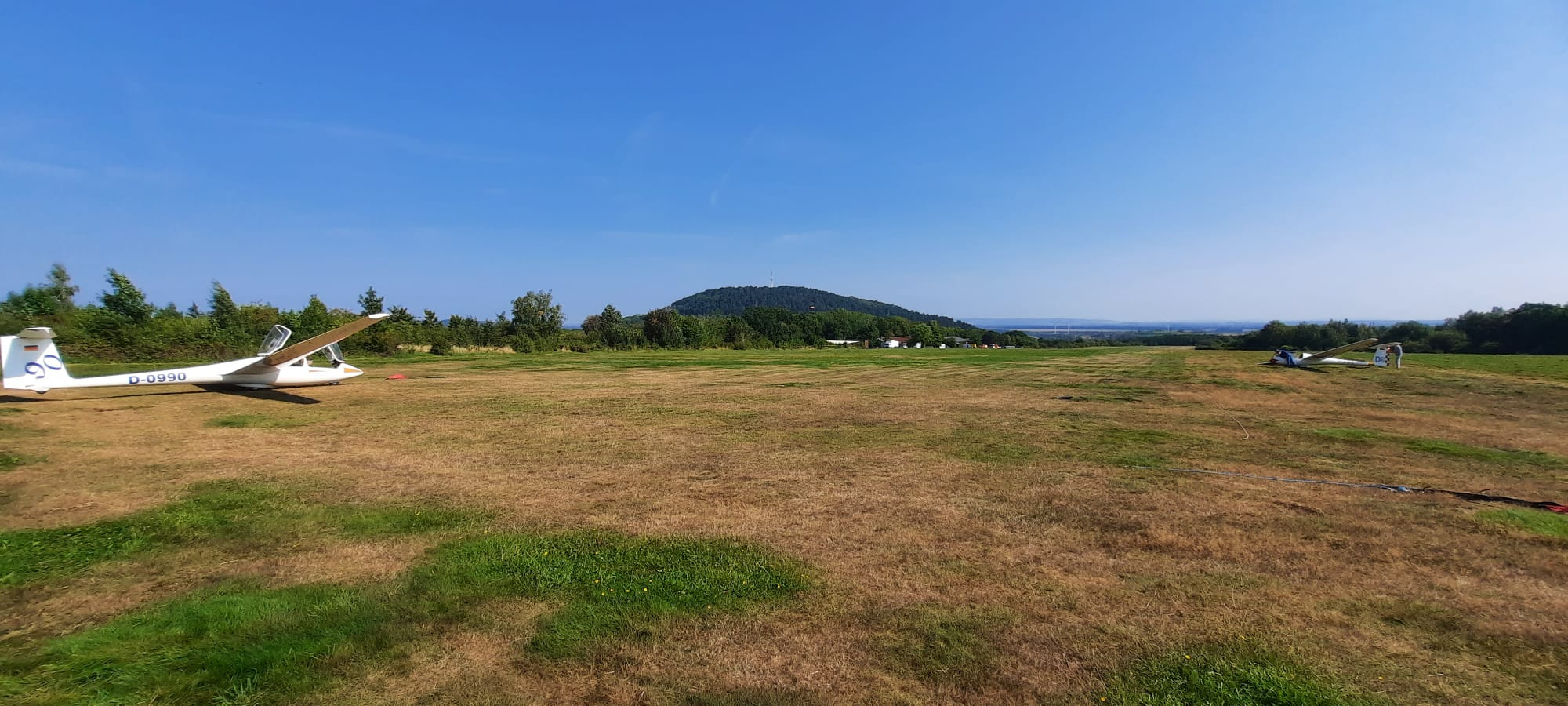
Segelfluggelände Bollrich

Das Segelfluggelände Bollrich liegt in der Kreisstadt Goslar in Niedersachsen, etwa 2 km östlich des Zentrums von Goslar.

## Flugbetrieb
Das Segelfluggelände ist mit einer 625 m langen und 30 m breiten Start- und Landebahn aus Gras (Richtung 07/25) ausgestattet. Das Terrain weist eine Steigung von etwa 30 m von Ost nach West auf. Motorflugzeuge landen daher, unabhängig von der Windrichtung, immer bergauf (Richtung 25). Das Segelfluggelände besitzt eine Betriebszulassung für Segelflugzeuge, Motorsegler, Luftsportgeräte, ausgenommen Sprungfallschirme, und Flugzeuge bis zu 2000 kg höchstzulässiger Flugmasse, soweit diese zum Schleppen von Segelflugzeugen, Motorseglern oder Luftsportgeräten und für hiermit im ursächlichen Zusammenhang stehende Flüge eingesetzt werden. Als Startarten sind Eigenstart, Flugzeugschleppstart, Windenstart, Gummiseilstart und Kraftfahrzeugschlepp zugelassen. Die Länge der Seilauslegestrecke beträgt 860 m. Das Segelfluggelände dient grundsätzlich der Nutzung durch Vereinsmitglieder des Betreibers des Segelfluggeländes. Andere Flüge bedürfen der vorherigen Genehmigung des Betreibers (PPR). Der Halter und Betreiber des Segelfluggeländes ist die Luftsportgemeinschaft Goslar e. V.

## Geschichte
Die Luftsportgemeinschaft Goslar e. V. entstand 2016 aus der Fusion von zwei im Jahr 1949 gegründeten Luftsportvereinen. Erste Erprobungsstarts auf dem Segelfluggelände Bollrich wurden 1977 durchgeführt. Das Segelfluggelände wurde am 21. Juni 1978 genehmigt und 1979 offiziell in Betrieb genommen.